# Hultsjö kyrka

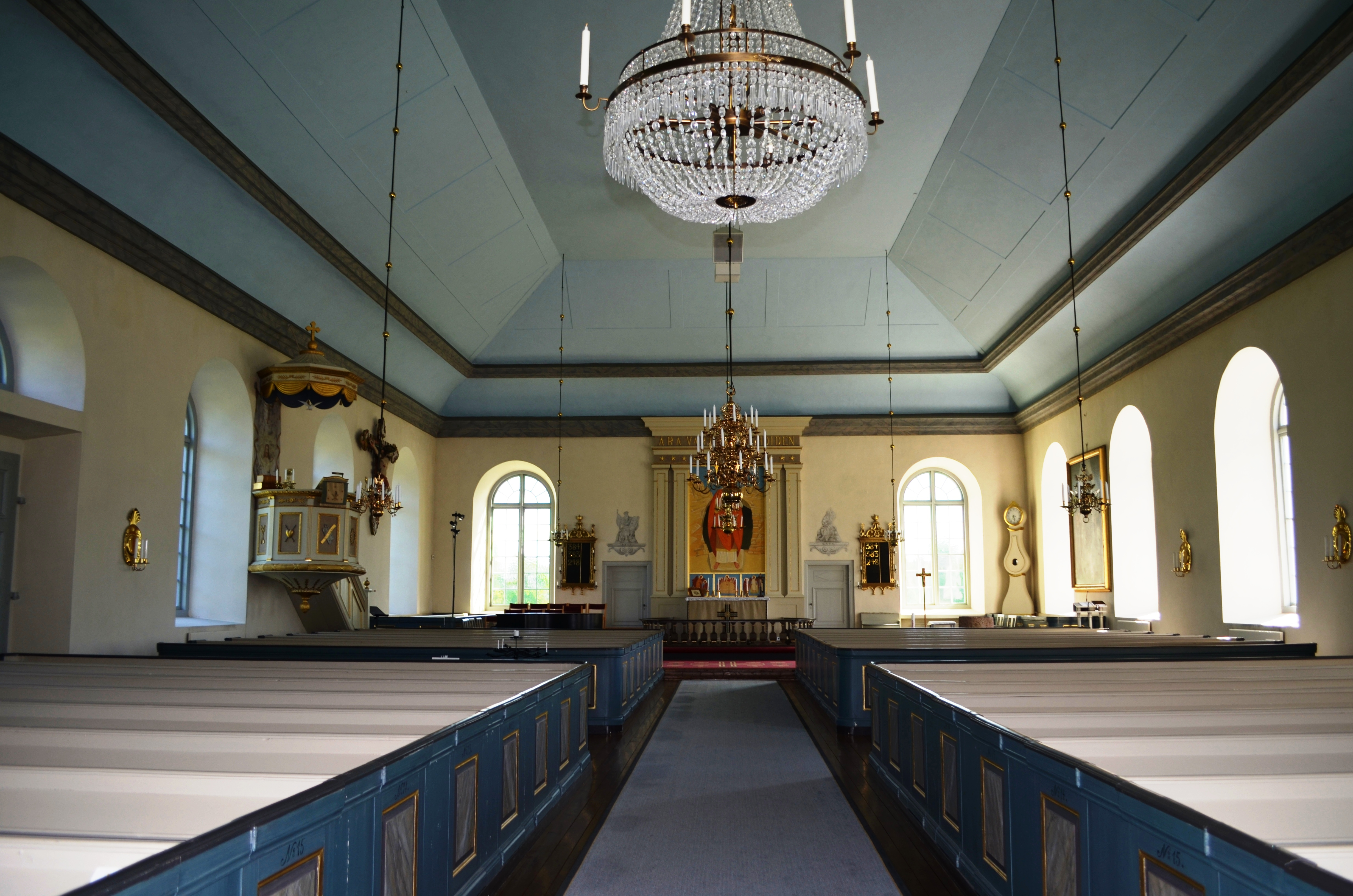
Hultsjö kyrkas kyrkosal

Hultsjö kyrka är en kyrkobyggnad i Växjö stift. Den är församlingskyrka i Hultsjö församling.

## Kyrkobyggnaden
När frågan om större kyrkobyggnad gjorde sig påmind i Hultsjö socken i mitten av 1700-talet var tanken inte alls frågan om någon nybyggnad. Istället planerade man en ombyggnad av den gamla medeltidskyrkan. 1779 fattades beslut att utöka den gamla kyrkan med ett större långhus. Ritningar hade utarbetats av Lars Wickman och även bearbetats av Överintendentsämbetet men ombyggnaden förverkligas inte. Sockenborna fick fortsätta att trängas i den lilla bristfälliga och trånga kyrkan ytterligare en ganska lång tid. 1854 togs till sist ett definitivt beslut om kyrkbygget. Nu handlade  det inte längre om ombyggnad av den gamla kyrka utan en helt ny. Efter ritningar av Axel Nyström igångsattes arbetet med kyrkans uppförande 1859 – 1860. Utförandet följde tidens gängse stilideal i form av en nyklassicistisk byggnad. Kyrkan som förändrats ganska lite efter byggnadstiden består av ett långhus med rakt avslutande kor i öster samt bakomliggande sakristia. Det kraftiga tornet i väster är försett med ett pyramidformat tak och en mindre lanternin krönt av en spira med kors. 1862 invigdes kyrkan av biskop Henrik Gustaf Hultman.

## Inventarier
- Dopfunt utförd av Njudungsgruppen  under 1100-talets andra hälft.
- Triumfkrucifix daterat till 1500-talet.
- Kors med svepeduk och törnekrans. Var tidigare altarprydnad.
- Altartavla med motiv: Den gode herden, utförd 1977 av Sven-Bertil Svensson, Mörbylånga.
- Predikstol  med ljudtak  från kyrkans byggnadstid. Korgen försedd med förgyllda symboler. På väggen bakom predikstolen en draperimålning med Kristus ansikte.
- Madonnabild på södra väggen. Kopia  av Rafaels Sixtinska madonnan utförd av J.Henrik Beck.

### Orgeln
- 1759 köpte man in en orgel med 9 stämmor från Eksjö kyrka. Orgeln sattes upp och reparerades av Jonas Solberg. Orgeln hade tidigare stått i Kristine kyrka, Jönköping.[1]
- Kyrkans orgel byggdes ursprungligen 1862 av Johan Nikolaus Söderling, Göteborg och renoverades/utökades 1961 av Nordfors & Co, Lidköping varvid den ursprungliga fasaden behölls. Manual I och delvis manual II är mekaniska och för övrigt är orgeln pneumatisk.

| Huvudverk I     | Svällverk II        | Pedal         | Koppel |
| Principal 8´    | Rörflöjt 8´         | Subbas 16´    | I/P    |
| Gedackt 8´      | Principal 4´        | Oktavbas 8´   | II/I   |
| Oktava 4´       | Flöjt 4´            | Gedackt 8´    |        |
| Rörflöjt 4´     | Waldflöjt 2'        | Kvintadena 4´ |        |
| Kvinta 2 2/3'   | Larigot 1 1/3'      | Mixtur 3 chor |        |
| Oktava 2'       | Oktava 1'           |               |        |
| Mixtur 4 chor   | Sesquialtera 2 chor |               |        |
| Trumpetregal 8' | Crescendosvällare   |               |        |

### Webbkällor
- anläggningspresentation
- Historiska museet: kyrka